# Olga de Blanck
Olga de Blanck y Martín (11 de marzo de 1916 - 28 de julio de 1998) fue una pianista, guitarrista y compositora cubana. Nació en La Habana, hija de Hubert de Blanck y Pilar Martín.
Inició sus estudios musicales en 1924 en el Conservatorio Nacional de Música (que su mismo padre había fundado en 1885) egresando de esa institución varios años después. Allí estudió piano y solfeo. Luego estudió armonía en La Habana con el compositor, violinista y profesor de música cubano Amadeo Roldán (1900-1939), así como con el profesor de música y director de orquesta cubano Pedro Sanjuan (1887-1976). Vivió en la ciudad de Nueva York de 1935 a 1938 y allí estudió fuga y contrapunto con el compositor brasileño Walter Burle Marx (1902-1990). Se trasladó posteriormente a México, donde vivió entre 1943-1944, para estudiar con el compositor, violinista y teórico musical mexicano Julián Carrillo (1875-1965) y con el compositor mexicano Carlos Jiménez Mabarak (1916-1994).
A su regreso a Cuba, trabajó en el Conservatorio Nacional de Música donde elaboró la dirección técnica de esa institución. Allí trabajó con la compositora y profesora de música cubana Gisela Hernández (1912-1971) para desarrollar un sistema de pedagogía musical para la enseñanza de la música elemental. También jugó un papel decisivo en la fundación de la editorial Ediciones de Blanck que tenía como principal objetivo la publicación de libros sobre musicología y pedagogía musical. Fundó la Sala Teatro Hubert de Blanck y organizó el Departamento de Ópera del Conservatorio que permitió a cantantes profesionales y estudiantes practicar y desarrollar sus talentos para el repertorio de ópera. Luego creó en 1956 el Departamento de Actividades Culturales que contaba con tres sectores: Música, Teatro y Actividades Culturales, este último con el objetivo de reunir a directores y profesores de las instituciones afiliadas y subsidiarias del Conservatorio para intercambiar experiencias pedagógicas y desarrollar nuevos métodos. de instrucción en musicología no solo entre ellos sino también con instituciones musicales extranjeras con las que el Conservatorio trabajaba en estrecha colaboración.
En 1945 fue nombrada subdirectora del Conservatorio Nacional de Música y en 1955 se convirtió en su directora.
Su musical Vivimos hoy se presentó por primera vez en 1943 y en 1948 ganó el Premio Nacional de la Canción Cubana por su canción Mi guitarra guajira, dedicada a la cantante cubana Esther Borja (nacida en 1913). En 1957 colaboró en la revisión de la obra 40 bailes para piano del pianista y compositor cubano Ignacio Cervantes (1847-1905) que fue publicada por Ediciones de Blancka0 en 1959. En 1965 fue designada miembro del comité que tenía como tarea revisar, recopilar y editar las obras más relevantes de las grabaciones y obras publicadas de compositores cubanos del siglo XIX y principios del XX con el fin de relanzarlas. Un año después ganó los diez premios relacionados con un concurso de las mejores canciones infantiles que realizó la Unión de Pioneros de Cuba y que representó el primer esfuerzo concertado masivo del gobierno comunista cubano para promover la educación musical de los niños a nivel nacional.
En 1961 preparó para la Escuela de Instructores de Arte un compendio de canciones populares cubanas seleccionadas de las obras de Eliseo Grenet (1893-1950), Ernesto Lecuona (1895-1963), Sindo Garay (1867-1968) y Tania Castellanos (1920-1988). Se tituló Música Popular Cubana. A partir de 1966 lanzó, junto con el Consejo Nacional de Cultura y el Departamento de Música de la Biblioteca Nacional José Martí, un esfuerzo de investigación para publicar una colección de libros que trataran sobre la vida y obra musical de compositores cubanos. Solo se editaron y publicaron realmente la vida y la obra de Ignacio Cervantes.
En 1968 formó parte del equipo técnico del Plan de Educación y escribió para la revista metodológica Simientes, que estaba destinada a los trabajadores de los jardines de infancia y los padres de los niños de estas escuelas. En 1971 fue cofundadora del Museo de la Música de La Habana. 
Murió en La Habana el 28 de julio de 1998, a los 82 años.

## Influencia
Como pedagoga, tuvo una gran influencia en la introducción e implementación de nuevos métodos y programas que se utilizaron en el estudio de la música en las escuelas cubanas. Fue fundadora del jardín de infancia musical cubano y junto a Gisela Hernández fue autora y compositora de canciones infantiles, juegos musicales y libros de cuentos, piezas breves para piano y libros dedicados a la apreciación musical infantil.
Muchas de sus composiciones están inspiradas en la música folclórica y el uso práctico de los ritmos cubanos y los instrumentos populares tradicionales, especialmente la guitarra, cuyo sonido característico resuena en toda su obra.

## Obras
- Canciones: setenta y tres canciones ; Canciones; 1935-1954
- Vivimos hoy ; Musical en 3 actos, texto de María Julia Casanova; 1943
- Hotel Tropical ; Musical en 3 actos, texto de María Julia Casanova; 1944
- Así te quise ; Texto de María Collazo; 1954
- Guíame a Belén ; Canción; 1957
- Muy felices pascuas ; Canción; 1957
- Canto porque te quiero ; Canción; 1957
- Mi guitarra guajira ; Canción; 1957
- Recuerdas aquel diciembre ; Canción; 1957
- Se que volverás ; Canción; 1957
- La vida es el amor ; Canción; 1957
- Brujos ; Canción; 1957
- ¿Qué estaba pensando? ; Canción; 1957
- Hasta mañana mi amor ; Canción; 1957
- Por lejos que estés ; Canción; 1957
- Hasta luego mi amor ; Canción; 1957
- Embrujo de amor ; Canción; 1957
- Un cuento de Navidad ; Musical en 3 actos, texto de María Julia Casanova; 1958
- 17 canciones cubanas ; Canciones; 1960-1970
- 6 villancicos tradicionales cubanos y latinoamericanos; Música coral; 1961-1962
- 24 canciones tradicionales cubanas y latinoamericanas; Canciones; 1961-1962
- El encuentro ; Ballet; 1962
- Bohio ; Ballet; 1964
- 109 canciones ; Canciones; 1966-1973
- El mago de Oz ; Música de teatro en 1 acto; 1967
- El caballito enano ; Cuento musical en 1 acto, texto de Dora Alonso; 1967
- Saltarín ; Cuento musical, texto de Dora Alonso; 1967
- Cantata guajira ; Cantata, texto de Emilio Ballagas; 1967
- Trío de Cecilia Arizti ; Trío para violín, violonchelo y piano; 1968-1969
- Trío de Hubert de Blanck ; Trío para violín, violonchelo y piano; 1968-1969
- Mi patria cubana ; Canciones para niños; 1969
- 26 sobre mi tierra ; Letra de Mirta Aguirre; 1969
- Canciones infantiles: La guira ; Canciones para niños; 1970
- La tojosa ; Letra de Dora Alonso; 1970
- Pentasílabo ; Instrumental; 1972
- Décima es ; Letra de Mirta Aguirre; 1972
- Yo sé los nombres extraños ; Letra de José Martí; 1972
- Aprende que hoy no es ayer ; Letra de Mirta Aguirre; 1972
- Yo no me quejo no ; Canción; 1972
- Canciones de Misifú ; Canciones para niños; 1972
- Paso una paloma ; Letra de Nicolás Guillén; 1973
- Camino mujer sin sombra ; Letra de Mirta Aguirre; 1973
- El agua lenta del río ; Letra de Mirta Aguirre; 1973
- No quiero aprender tus bailes ; Letra de Mirta Aguirre; 1973
- 5 canciones ; Letra de Pepita Veritsky; 1973
- Decimas guerreras ; Música coral después de la ópera Patria de Hubert de Blanck; 1979
- Portocromía ; Piano; 1981
- Misa cubana ; Masa; 1987
- Mayombe-Bombe-mayombe ; Instrumental; 1987
- Hijo ; Letra de Rosario Antuña; 1988
- Plegaria Así dijo Santa Rosa Filipa ; Para canto y órgano; 1989
- Caña dulce (caña de azúcar); Piano
- El guajirito (El campesino campesino); Piano
- Homenaje a la danza cubana ; Piano: I - Manuel Saumell; II - Ignacio Cervantes ; III - Ernesto Lecuona
- La jaquita criolla (La Jaquita Nativa); Piano

Continuación del trabajo educativo, muchas veces con Gisela Hernández y transcripciones y arreglos de composiciones de otros compositores.